# Robert F. Kennedy Human Rights Award
De Robert F. Kennedy Human Rights Award is een Amerikaanse mensenrechtenprijs die wordt uitgereikt sinds 1984.
De prijs is in het leven geroepen door Kathleen Kennedy Townsend, de oudste dochter van Robert F. Kennedy, en wordt uitgereikt aan personen en organisaties die moed tonen en een belangrijke bijdrage leveren aan de rechten van de mens in hun land. De prijs die wordt uitgereikt door het Robert F. Kennedy Center for Justice & Human Rights bestaat naast financiële bijdrage uit een strategische partnerschap met het centrum.

## Laureaten
- 1984: CoMadres, El Salvador
- 1985: Allan Boesak, Beyers Naudé en Winnie Mandela, Zuid-Afrika
- 1986: Zbigniew Bujak en Adam Michnik, Polen
- 1987: Kim Geun-tae en In Jae-keun, Zuid-Korea
- 1988: Gibson Kamau Kuria, Kenia
- 1989: Fang Lizhi, China
- 1990: Amilcar Mendez Urizar, Guatemala
- 1991: Avigdor Feldman, Israel en Raji Sourani, Palestina
- 1992: Chakufwa Chihana, Malawi
- 1993: Bambang Widjojanto, Indonesië
- 1994: Wei Jingsheng en Ren Wanding, China
- 1995: Kailash Satyarthi, India, en Nguyen Dan Que en Doan Viet Hoat, Vietnam
- 1996: Anonymous, Soedan
- 1997: Sezgin Tanrikulu en Senal Sarihan, Turkije
- 1998: Berenice Celeita, Gloria Florez, Jaime Prieto en Mario Calixto, Colombia
- 1999: Michael Kpakala Francis, Liberia
- 2000: Martin Macwan, India
- 2001: Darci Frigo, Brazilië
- 2002: Loune Viaud, Haïti
- 2003: Coalition of Immokalee Workers, Verenigde Staten
- 2004: Delphine Djiraibe, Tsjaad
- 2005: Stephen Bradberry, Verenigde Staten
- 2006: Sonia Pierre, Dominicaanse Republiek
- 2007: Mohammed Ahmed Abdallah, Soedan
- 2008: Aminatou Haidar, Westelijke Sahara
- 2009: Magodonga Mahlangu en Women of Zimbabwe Arise
- 2010: Abel Barrera Hernández, Mexico
- 2011: Frank Mugisha, Oeganda
- 2012: Librada Paz, Verenigde Staten
- 2013: Ragia Omran, Egypte
- 2014: Adilur Rahman Khan,  Bangladesh
- 2015: Natalia Taubina,  Rusland
- 2016: Glenn E. Martin en Andrea James, Verenigde Staten
- 2017: Alfredo Romero, Venezuela